# Jesús Hernández Úbeda
Pour les articles homonymes, voir Jesús Hernández.
Jesús Hernández Úbeda est né à Madrid le 11 octobre 1959 et est décédé le 23 avril 1996, à Ávila. C'est un coureur cycliste espagnol des années 1970, 1980 et 1990, professionnel de 1980 à 1990.

## Biographie
Marié et père d'une enfant, Jesús Hernández Úbeda décède à son domicile, d'un infarctus, au retour d'une sortie cyclotouriste. Habitant depuis de nombreuses années à Ávila, il y gérait un magasin de cycles et s'y occupait d'une équipe cycliste amateure. Lors de sa carrière sportive, il était considéré comme un gregario, un équipier modèle, apprécié pour son devoir de sacrifice et sa connaissance de la course. Son palmarès reflète son rôle dans les pelotons. Seules deux victoires d'étapes sur le Tour d'Espagne se détachent.

### Tour d'Espagne 1982
Le mercredi 28 avril 1982, Jesús Hernández Úbeda remporte la huitième étape du Tour d'Espagne, avec six minutes d'avance sur le deuxième. Professionnel depuis deux ans, il mène à bien une échappée en solitaire de 136 kilomètres. Malmenés dans l'étape précédente, le directeur sportif des Reynolds demande à ses coureurs de s'échapper, pour améliorer la position de la formation dans le classement par équipes, et retrouver la confiance perdue la veille. Dès les premiers kilomètres, les coureurs s'exécutent. Mais il faut attendre le quatre-vingtième kilomètre pour voir Hernández Úbeda trouver l'ouverture décisive, juste après la jonction du peloton avec un groupe de six coureurs échappés. Comme Ángel Camarillo et Enrique Martínez Heredia, les jours auparavant, un coureur sans prétention au classement général gagne l'étape.

### Tour d'Espagne 1983
Le samedi 7 mai 1983, à la veille de l'arrivée à Madrid, Jesús Hernández Úbeda s'impose dans la dix-huitième et avant-dernière étape du Tour d'Espagne. Comme l'année précédente, il réussit à conclure victorieusement une longue échappée (ce jour-là de 194 kilomètres). Profitant de sa connaissance du début d'étape, partant d'Ávila, où il a élu domicile, il s'échappe dès le dixième kilomètre. Il réussit à repousser une tentative de jonction de Maurice Le Guilloux et accumule un avantage maximale de plus de seize minutes, sur un parcours où cinq cols étaient répertoriés. Il lui en reste encore plus de huit à l'arrivée à Ségovie. Cette troisième victoire d'étape pour l'équipe Reynolds n'atténue pas l'amertume d'avoir perdu la tête du classement général, la veille et leurs espoirs de victoire finale. Malgré cette amertume partagée, Hernández Úbeda considère son succès comme autrement important et difficile que celui de l'année précédente.

## Palmarès
- 1978
  - Trophée Iberduero
- 1980
  - 1 étape du Tour des Asturies
- 1982
  - 8e étape du Tour d'Espagne
- 1983
  - 18e étape du Tour d'Espagne
- 1984
  - 3e étape du Tour des vallées minières

## Résultats sur les grands tours

### Tour de France
5 participations.
- 1983 : 54e du classement général.
- 1984 : 71e du classement général.
- 1985 : 85e du classement général.
- 1986 : 117e du classement général.
- 1987 : 108e du classement général.

### Tour d'Espagne
10 participations.
- 1980 : 47e du classement général.
- 1981 : 49e du classement général.
- 1982 : 49e du classement général et victoire dans la 8e étape.
- 1983 : 22e du classement général et victoire dans la 18e étape.
- 1984 : 57e du classement général.
- 1985 : 45e du classement général.
- 1987 : abandon lors de la 11e étape.
- 1988 : abandon lors de la 19e étape.
- 1989 : 103e du classement général.
- 1990 : abandon lors de la 12e étape.

### Tour d'Italie
Aucune participation.